# Igreja da Misericórdia (Leiria)
A Igreja da Misericórdia de Leiria, integrada num conjunto referido como Edifício, Igreja e Hospital da Santa Casa da Misericórdia de Leiria, situa-se na Rua Miguel Bombarda (antiga Rua da Misericórdia), no centro histórico da cidade de Leiria, em Portugal.
É uma igreja erigida inicialmente no século XVI e reedificada no século XVIII, tendo, em 2015, sido classificada como Monumento de Interesse Público (portaria nº 208/2015).
No conjunto edificado, está atualmente instalado o CDIL - Centro de Diálogo Intercultural de Leiria.

## História / Características

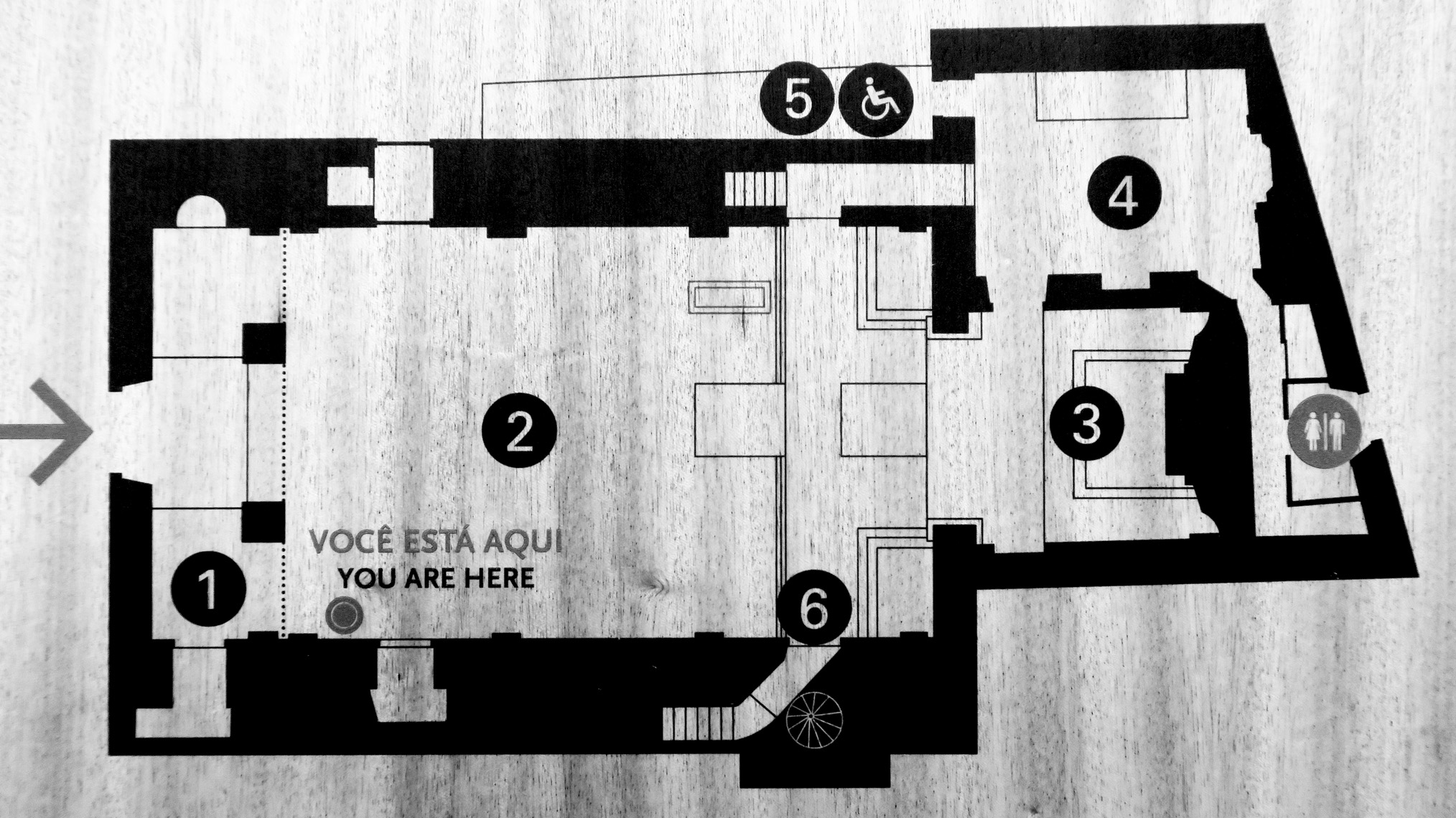
Planta: 2 – Nave; 3 – Capela-mor; 4 – Sacristia

A igreja foi construída na sequência da fundação da Misericórdia em Leiria (século XVI), na primitiva Rua Nova dos Judeus (século XIV), depois designada por Rua da Misericórdia (século XIX), no local onde se situava a sinagoga medieval que servia a população judaica residente no centro histórico da cidade, de cuja presença subsistem diversos vestígios arquitetónicos. A expulsão da população judaica em 1496 levou à destruição da sinagoga e, meio século mais tarde, à edificação da igreja (1544).
Entre 1627 e 1636, o então bispo D. Dinis de Melo e Castro mandou anexar ao templo quinhentista um hospital, que esteve em funcionamento até 1800. A partir de 1707 a igreja foi integralmente reconstruída; é esse templo setecentista, de cariz maneirista (estilo chão), de exterior sóbrio e com estrutura simples, de uma só nave coberta por teto de esteira, que encontramos atualmente.
As paredes laterais da nave da igreja dividem-se em dois registos horizontais, separados por uma cornija retilínea, e são ritmadas por pilastras de perfil sóbrio. Na parede do arco triunfal abrem-se dois altares laterais com os respetivos retábulos onde se inserem imagens modernas de São Sebastião e da Rainha Santa Isabel. Na capela-mor a sobriedade dominante da nave cede lugar a uma maior exuberância decorativa. O retábulo do altar-mor integra uma pintura do século XVIII representando a cena da Visitação. Na sacristia, salientem-se um lavabo do período barroco, um sóbrio arcaz em madeira, de linhas simples, e um notável nicho em pedra (da provável autoria do mestre Francisco Gomes), dotado de colunas torsas e diversos embutidos marmóreos característicos dos inícios do barroco joanino onde se insere um baixo-relevo alusivo ao calvário.
Para além do seu interesse patrimonial, a igreja afirma-se como "um espaço com grande simbolismo, conservando muito presente a memória judaica e cristã-nova de Leiria, cuja importância histórica é acrescida pelo facto de na antiga judiaria, junto à sinagoga, ter funcionado a tipografia, de fundação quatrocentista, de onde saiu em 1495 o célebre Almanach Perpetuum de Abraão Zacuto, a primeira obra científica impressa em Portugal".

## Atualidade
A Igreja da Misericórdia foi reduzida ao uso profano em 2014. É propriedade da Santa Casa da Misericórdia e está cedida à Câmara Municipal de Leiria que, após um amplo programa de restauro (2016), a transformou num Centro de Diálogo Intercultural (inaugurado em 2017), no âmbito do projeto Rotas de Sefarad, Valorização da Identidade Judaica Portuguesa no Diálogo de Culturas.

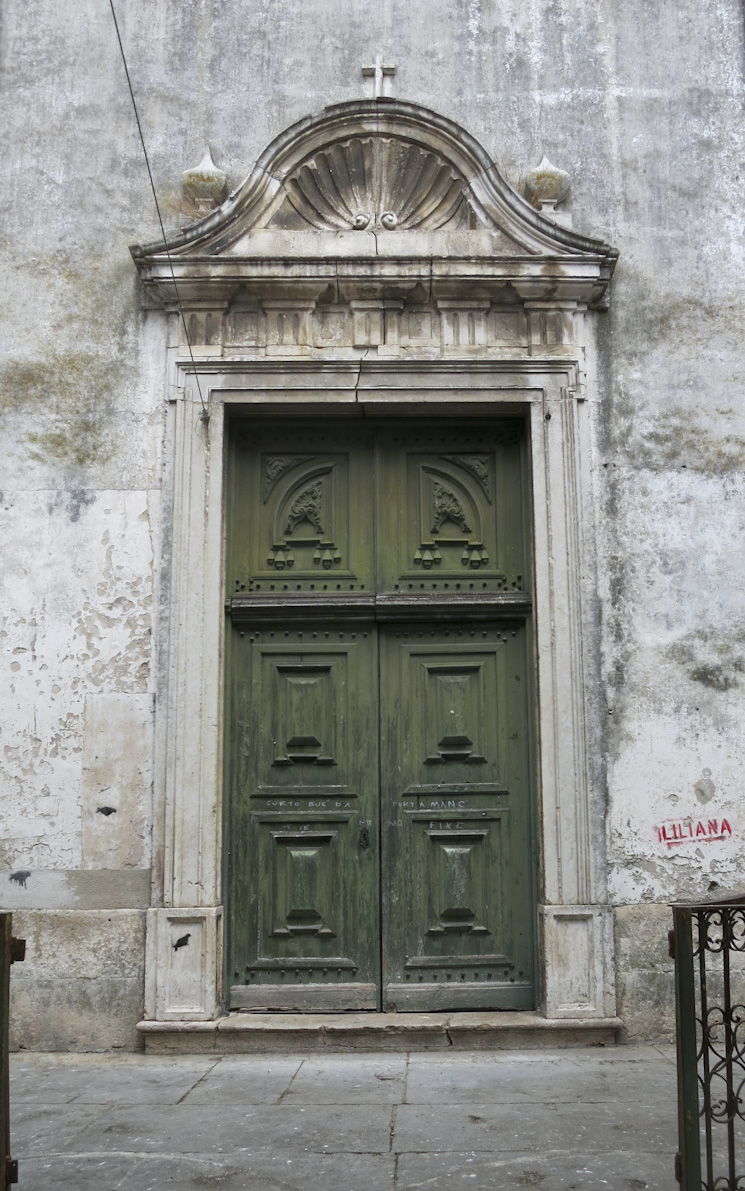
Portal
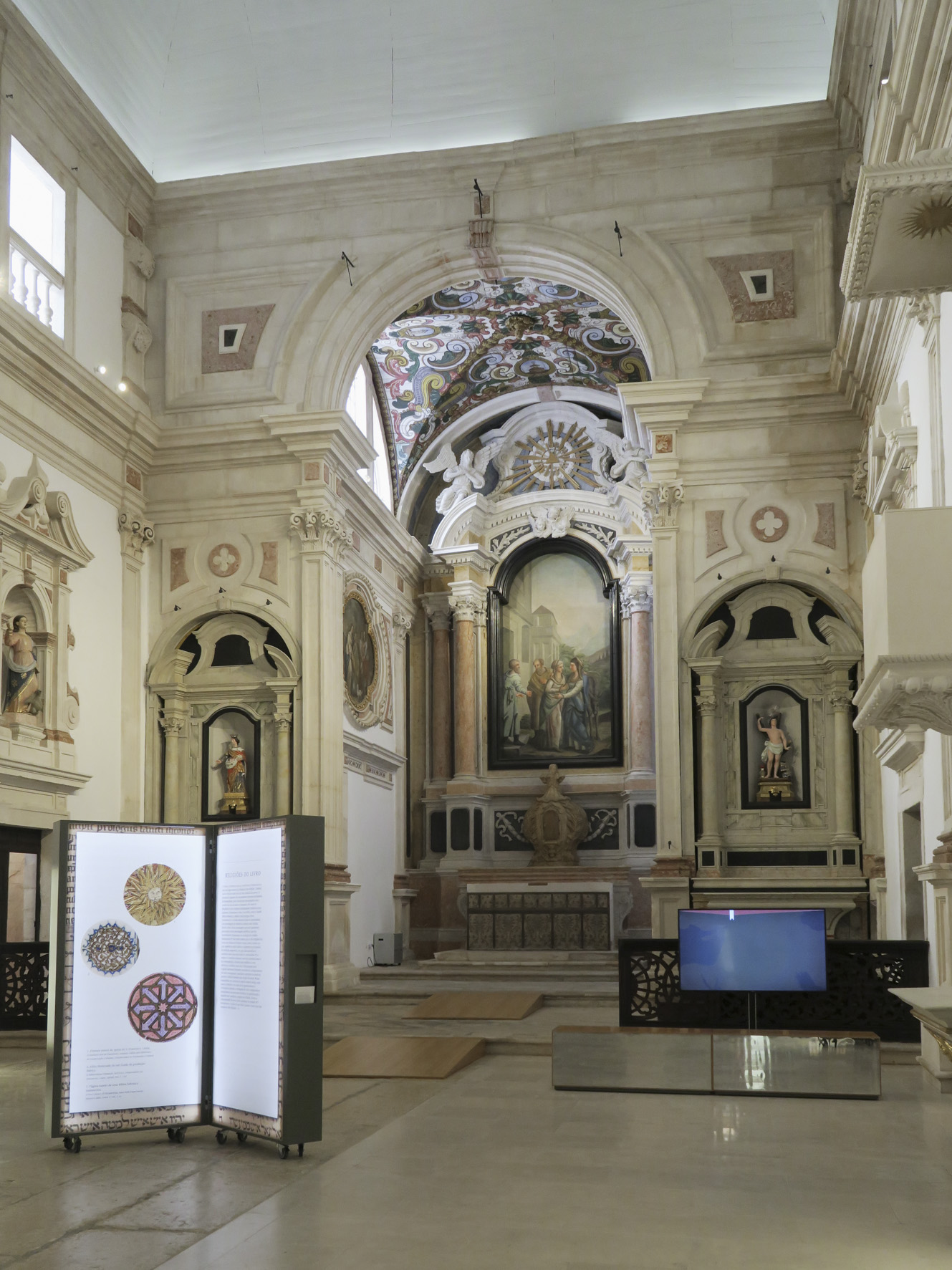
Interior da igreja
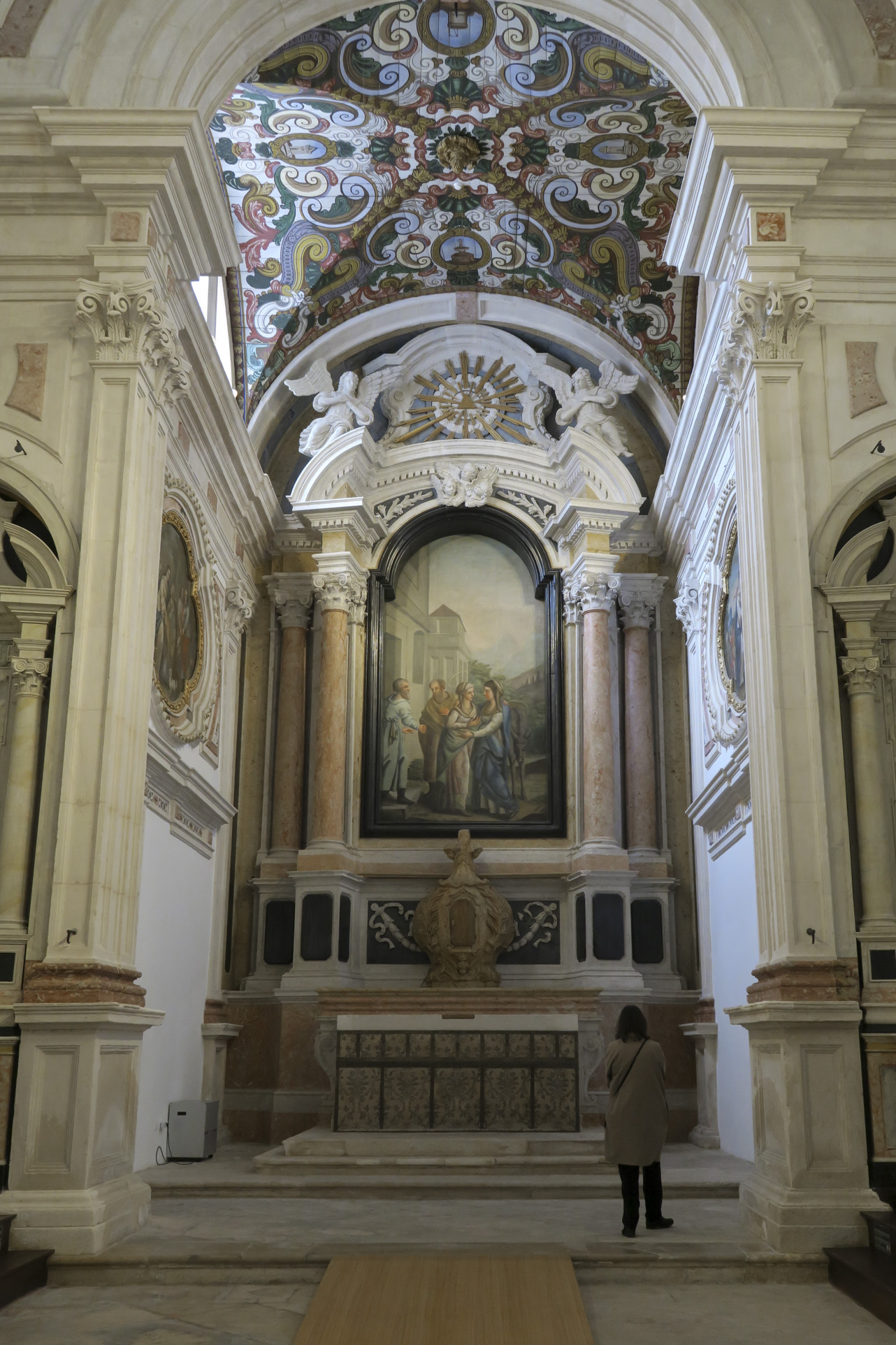
Capela-mor
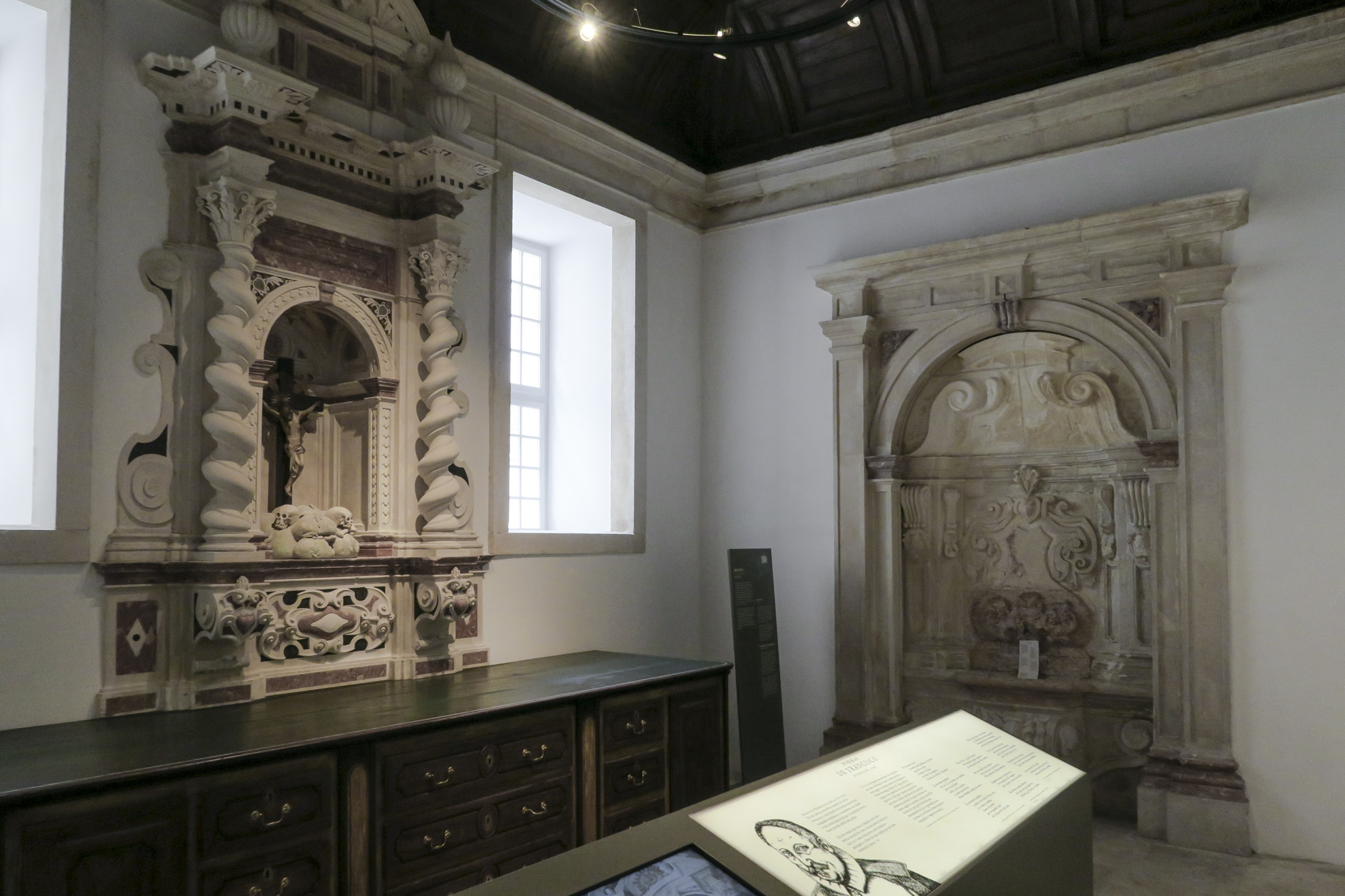
Sacristia
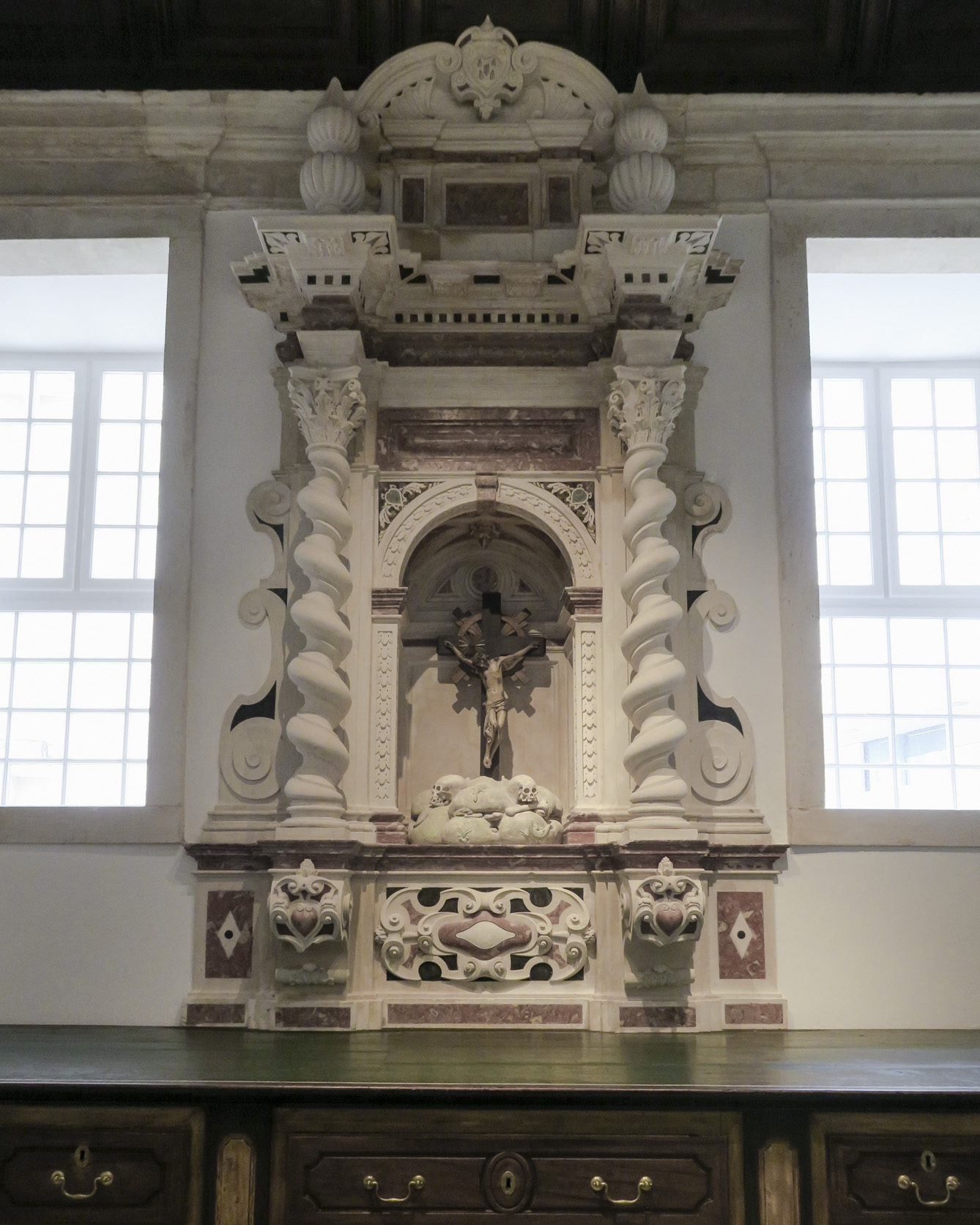
Sacristia